# Pedro Cassiram
Pedro Roberto Cassiram Pérez (Caracas, 13 de mayo de 1934 - San Mateo, estado Aragua, 2 de enero de 2015). Fue un venezolano que se desempeñó durante muchos años como columnista en diarios del estado Aragua y Guárico. Participó en la lucha armada como guerrillero comunista desde la dictadura del general Marcos Pérez Jiménez hasta la década de los setenta.

## Datos biográficos
Nació el 13 de mayo de 1934 en la parroquia Catedral siendo sus padres María Magdalena Pérez y Lennox Cornelius Cassiram Bates. Fue el tercer hijo de un total de once hermanos que sus padres engendraron.

## Actividad política

### Época perejimenizta
Su infancia trascurre en la barriada de Nueva Caracas en Catia, parroquia Sucre. A muy temprana edad, la realidad económica golpea su entorno y luego de realizar varias actividades para ayudar a su familia, inicia su experiencia laboral como obrero. Más adelante, ya viviendo en el 23 de enero, hace contacto con el Sindicato de Zapateros de Catia, todos militantes de una célula fabril del Partido Comunista de Venezuela (PCV), y comienza a adentrarse en la subversión contra la Dictadura Perezjimenista  militando en la célula del PCV, “Rafael Contreras”, del bloque 22 del 23 de enero.
Contribuyó a la lucha del derrocamiento del régimen dictatorial desde Radio Tropical con los periodistas Germán Carias, Euro Fuenmayor, el locutor, Agustín Blanco Rodríguez y, Esteban Parra, operador de cabina. Desde ahí, ayuda a crear las condiciones para la Huelga General del 21 de enero de 1958, en esta contribuye a cerrar Radio Caracas Televisión y el Diario El Nacional. Asimismo participó en el incendio del periódico oficialista “El Heraldo”, el día 23 de enero.

### Era democrática
En la nueva era democrática se casa con Aída C. Alcalá, de cuya unión nace su primer hijo Pedro Roberto Cassiram Alcalá, al mismo tiempo que es arrestado por la policía del gobierno de Rómulo Betancourt durante los sucesos del 4 de agosto de 1959, sucesos conocidos en la historia contemporánea como la “huelga de desempleados”. Por ese motivo estuvo preso en el cuartel La Planta, en El Paraíso, Caracas, mientras duró la primera suspensión de garantías en esta primera experiencia democrática.
Participó, junto a Pedro Dudamel, en la conspiración que derivaría en el atentado al presidente de la República  Rómulo Betancourt, en el Paseo Los Próceres, el 24 de junio de 1960.

### Actividad guerrillera
En 1961 fundó, conjuntamente con el abogado David Esteller y Raúl Serra el Frente Guerrillero José Antonio Páez en Cerro Negro, estado Portuguesa y contribuye a fortalecer los focos de Lara y Trujillo comandados por Argimiro Gabaldón y Juan Vicente Cabezas. 
También fue fundador de las Fuerzas Armadas de Liberación Nacional (FALN), militando en el Destacamento Felipe Hermoso Linares, de la Brigada n.º 2, del Distrito Militar n.º 1, bajo el mando de Anselmo Natale (a) Alexis. Con el seudónimo Alí Rojas, asciende al grado de comandante de UTC, luego es ascendido por su valor y arrojo a responsable del Pelotón del 23 de Enero, llegando a comandar con el grado de Capitán, el Destacamento Manuel Ramón Oyón, de la Brigada Tres en el estado Miranda.
En 1967 se traslada a Maracay, estado Aragua, a la orden del Mayor GN Pedro Rigoberto Vegas Castejón, uno de los líderes del alzamiento de Carúpano, estado Sucre, quien reemplazaba en la Comandancia Suprema de las FALN, porque los demás comandantes estaban en la prisión del Cuartel San Carlos. 
En noviembre de 1968, Cassiram (Alí Rojas), conjuntamente con el Mayor Vegas Castejón, Capitán de Aviación Raúl Hernández Wonhsiedler y el Ingeniero Agrónomo Antonio Fernández, fueron hechos prisioneros por el Servicio de Inteligencia de las Fuerzas Armadas (SIFA) y luego todos fueron trasladados al Cuartel San Carlos después de una pasantía en los tétricos calabozos del SIFA. En ese entonces contrae nueva nupcias con su camarada Anita Fernández Salomón (Anolaima), procreando dos hijos: Alí e Indira Anolaima. 
Su liberación cae justo en 1969 como consecuencia de la aplicación de la política de pacificación del primer mandato del Dr. Rafael Caldera, en plena efervescencia del partido UPA (Unión para Avanzar), parapeto legaloide del PCV.

### Bajando del "monte"
Cassiram fue fundador del Movimiento al Socialismo, delegado al Primer Congreso del MAS celebrado en el Palacio de los Ciegos en Monte Piedad, Caracas, y es nombrado Secretario de Propaganda Regional de Aragua.
Posteriormente se retira del MAS para incursionar en la actividad comercial. Por ese entonces se divorcia de Anita y se casa con Rosmery Quijada, de cuya unión descienden tres hijos: Pedro Felipe, Rosmery Eliana y Roberto Alexander. A pesar de haber incursionado con éxito en la venta de vehículos y luego de fundar su propia empresa, el fervor político lo envuelve por lo que regresa al PCV donde de nuevo se encuentra con Pedro Vegas Castejón y milita en la célula que dirige su compañera Edilia Morales, en Coropo, parte sureste de Maracay. 
En compañía de Freddy Carquez, Pablo Emilio Hurtado, Luis Fuenmayor Toro, Guillermo García Ponce, Radamés Larrazabal y otros fundaron el Grupo “Foro Democrático”. Cuando Luis Fuenmayor participa en las elecciones a rector de la Universidad Central de Venezuela (U.C.V.) están en vísperas de ser expulsados nuevamente del PCV por la fundación del Grupo “Foro Democrático”
Fuenmayor Toro electo Rector de la UCV, acredita a Cassiram como Administrador de los estadios deportivos de la Fundación U.C.V. entre ellos el Estadium Universitario y el Olímpico los cuales regenta durante 4 años del período rectoral del Dr. Fuenmayor Toro.

## Comunicador social
Cuando se aleja del PCV activan el grupo de opinión Foro Democrático, publicando un periódico con el mismo nombre del cual sería su Director, e ingresa al Foro de Sao Pablo, de cuyo grupo es miembro activo por parte de Foro Democrático. En función de ello Cassiram en compañía de Pablo Emilio Hurtado, viaja a México y luego a Cuba, representando al grupo donde milita.
Analista político y de opinión radial en Radio Continente, con el Programa ‘Diálogo Continente’, y en Radio Maracay, con los programas "En sintonía con el Pueblo", "Cuentas Claras" y "Diálogo con". 
Columnista de opinión en el diario El Periódico, durante diez años, Diario La Antena de San Juan de los Morros y desde hace varios años (15) publicó "La columna irreverente" en el Diario El Siglo de Maracay, por cuya autoría le fue otorgado el Premio Municipal de Periodismo CARLOS BEJARANO GARCÍA, como Columnista del Año 1996, por la Alcaldía del Municipio José Félix Ribas y la Ilustre Cámara Municipal.
También fue Directivo de la Asociación de Periodistas de Opinión de Venezuela  (APOV) capítulo Aragua, fundador del periódico La voz de los trabajadores, Foro democrático y El Convergente e integrante del Consejo Consultivo del diario El Periódico.

### Publicaciones
Pedro R. Cassiram, fue además, socio y presidente de la Editorial Foro Democrático. Entre otras publicaciones del autor se encuentran:
En las Crónicas de Maracay, "El Barrio El Carmen, un viejo arrabal". Es su primera obra literaria en formato de libro, aunque la primera aparición fue en el tabloide "El Periódico" de Maracay, realizada en treinta y nueve entregas. También publicó una pequeña obra de crónica, con el título "Centro de atención al detenido: Alayón". Igualmente publicó la obra (inédita) el "Inicio de la Calle Obrera" el 4 de febrero de 1992.
Mantuvo, además, por espacio de un año un programa de opinión en la ciudad de La Victoria, por la emisora YVLQ 1180, en compañía del Médico, Dr. Jesús Octavio Morao. En esas actividades, concretamente el 24 de mayo de 1998, sufrió un Accidente cerebrovascular que lo mantuvo fuera de sintonía y en reposo. Cuatro meses estuvo en esa situación y reapareció de nuevo escribiendo y radiando su programa.
Luego estuvo acompañando como moderador del programa "En sintonía con el pueblo", que se continuó transmitiendo por Radio Maracay 930 am, donde la responsabilidad recae, fundamentalmente en el Lic. Gustavo Rondón.
Finalmente fue director – Productor del programa radial “Sin Ataduras”, que transmitió por Radio Rumbos, de 1 a 2 PM, en compañía de Carlos Altuve, como moderador y el periodista y locutor: Carlos Espinoza, bajo la Dirección de Carlos Benaín.
Muere en la ciudad de San Mateo, estado Aragua, el 2 de enero de 2015 aquejado por problemas cardiovasculares, aun cuando su espíritu indomable e irreverente jamás lo abandonó.